# انتقال نمونه آلوده
انتقال نمونه‌های آلوده یا نمونه‌هایی که احتمال آلودگی در آن‌ها وجود دارد از یک آزمایشگاه به آزمایشگاه دیگر، از بخش‌های مختلف بیمارستان به آزمایشگاه بیمارستان یا آزمایشگاه خارج از بیمارستان و نیز از مطب پزشکان به آزمایشگاه، باید با رعایت اصول ایمنی و تحت شرایط استاندارد صورت گیرد. این روند باید با استفاده از ظروف مناسبی که مخصوص انتقال نمونه‌های عفونی (نمونه‌هایی که ایجاد عفونت می‌کنند) هستند، بسته‌بندی به روش استاندارد با درج علائم و برچسب‌های لازم روی بسته، و درنظرداشتن شرایط مناسب طی انتقال نمونه به نحوی که کیفیت و تمامیت نمونه حفظ شود، صورت پذیرد.
حمل و نقل نمونه‌ها می‌تواند به صورت هوایی، دریایی، زمینی و ریلی طبق قوانین موجود در هر کشور و دستورالعمل مربوط، با رعایت شرایط صحیح بسته‌بندی و انتقال انجام شود.
برای انتقال نمونه‌های عفونی از روش‌های مختلف، سازمان بهداشت جهانی قوانین مشخصی تبیین نموده‌است. همچنین انجمن بین‌المللی حمل‌ونقل هوایی (یاتا) در مورد چگونگی حمل ونقل مواد عفونی قوانین سخت‌گیرانه‌ای تدوین نموده که در بیشتر کشورها مورد استفاده قرار می‌گیرد.

## انواع مواد عفونی
مواد عفونی گروه A: موادی هستند که می‌توانند باعث ناتوانی دائمی یا بیماری‌های کشنده و تهدیدکنندهٔ زندگی در انسان یا حیوان سالم شوند و بسته به بیماری‌های بومی و شرایط هر منطقه متفاوت هستند. به‌طور مثال کشت باکتری سل، بروسلا و کشت انواع ویروس‌ها مانند هپاتیت ب در این گروه قرار می‌گیرند. مواد عفونی این گروه تحت عنوان UN 2814 خطر زیستی طبقه‌بندی شده‌اند. آن دسته از مواد عفونی گروه A که فقط باعث بروز بیماری در جانوران می‌شوند، تحت عنوان UN 2900 خطر زیستی قرار می‌گیرند.
مواد عفونی گروه B: مواد عفونی که شرایط فوق را از نظر بیماری‌زایی دارا نیستند، جزو نمونه‌های بیولوژیکی گروه B و UN 3373 خطر زیستی طبقه‌بندی می‌شوند.

## ویژگی‌های ظروف مخصوص حمل نمونه‌ها
انتقال انواع نمونه‌ها امری بسیار متداول است و این امر با در نظر گرفتن مسافت و نوع نمونه، به صورت هوایی، دریایی، ریلی و زمینی صورت می‌پذیرد. دغدغهٔ مهم در مورد حمل و انتقال نمونه‌ها، انتقال نمونه‌های عفونی و آلوده است که حفظ تمامیت و کیفیت آن و عدم نشت نمونه به محیط اطراف حائز اهمیت بسیاری است و ظروفی که برای انتقال نمونه به کار می‌روند، در حفظ سلامت نمونه و جلوگیری از آلوده شدن محیط نقش ویژه‌ای دارند، به‌طوری‌که در کشورهای مختلف، قوانین و دستورالعمل‌های ویژه‌ای برای انتقال نمونه‌ها وضع شده‌است.

## بسته‌بندی نمونه‌ها
بسته‌بندی کلیه نمونه‌ها می‌بایست به روش استاندارد و با استفاده از سه محفظه صورت گیرد. با توجه به نوع نمونه‌ای که منتقل می‌شود اطلاعات روی برچسب الصاق شده روی محفظهٔ خارجی نمونه متفاوت است.

## روش بسته‌بندی
جهت بسته‌بندی نمونه‌ها طبق شرایط استاندارد، باید از سه محفظه که واجد شرایط ذیل باشد، استفاده گردد. نمونه ابتدا باید داخل یک ظرف درپیچ‌دار که غیر قابل نفوذ به مایعات و همچنین غیرقابل نشت بوده، قرار داده شود. بیشتر اوقات نمونه‌ها داخل لولهٔ آزمایش حمل می‌شوند. درصورتی که تعداد نمونه‌ها و بالطبع تعداد لوله‌ها زیاد باشد، برای جلوگیری از تماس بین آن‌ها می‌توان لوله‌ها را توسط نگه‌دارنده‌های مقوایی ضخیم یا نگه‌دارنده‌هایی از جنس دیگر مانند اسفنج از یکدیگر جدا کرده و بسته‌بندی نمود. در صورتی که نمونه مایع باشد، باید اطراف لوله‌ها به‌طور جداگانه مادهٔ جاذب رطوبت مانند تکه‌های ابر یا ماده‌ای مشابه گذاشت و سپس در محفظهٔ دوم (ظرف حمل نمونه) قرار داد. در واقع این مواد جاذب بین محفظه اول لوله آزمایش و محفظه دوم قرار می‌گیرند تا در صورت شکستن لوله‌ها یا آسیب محفظهٔ اول، مواد آلوده به محفظهٔ بیرونی نشت ننمایند. مقدار و حجم مادهٔ جاذبی که بین محفظهٔ اول و دوم قرار می‌گیرد باید متناسب با حجم نمونه باشد طوری که بتواند در صورت شکسته شدن یا آسیب به لوله، کل حجم نمونه مایع را جذب نماید تا رطوبت به خارجی‌ترین لایهٔ محفظه نرسد.